# Calalzo di Cadore
Calalzo di Cadore là một đô thị de 2 415 habitants thuộc tỉnh Belluno trong vùng Vénétie nước Ý. Đô thị này có diện tích 43 km², dân số 2419 người.
Đô thị này có làng trực thuộc: Rizzios, Grea, Molinà.
Đô thị này có làng giáp các đô thị sau: Auronzo di Cadore, Borca di Cadore, Domegge di Cadore, Pieve di Cadore, San Vito di Cadore, Vodo di Cadore.